# 埃登 (伊利諾伊州皮奧里亞縣)
埃登（英語：Eden）是位於美國伊利諾伊州皮奧里亞縣的一個非建制地區。該地的面積和人口皆未知。

## 地理
埃登的座標為40°41′20″N 89°49′58″W / 40.68889°N 89.83278°W，而該地的平均海拔高度為222米（即728英尺）。